# Survivor Series (1987)
Survivor Series (1987) — первое в истории PPV-шоу Survivor Series, производства американского рестлинг-промоушна World Wrestling Federation (WWF). Шоу прошло в 26 ноября 1987 года в «Колизее Ричфилда» в городе Ричфилд, Огайо, США.

## Результаты
| № | Матч | Тип матча                       | Время |
| - | --- | ------------------------------- | ----- |
| 1 | Рэнди Сэвидж, Джейк Робертс, Рикки Стимбот, Брутус Бифкейк и Джим Дагган (с Мисс Элизабет) победили Хонки-тон Мена, Геркулеса, Дэнни Дэвиса, Рона Басса и Харли Рейса (с Бобби Хинаном и Джимми Хартом) | Командный матч 5х5 на выбывание | 24:00 |
| 2 | Невероятная Мула, Рокки Робин, Вельвет Макинтайр, и «Прыгающие Бомбы Ангелов» (Ицуки Ямадзаки и Нориё Татэно) победили Сенсационную Шерри, «Гламурных девушек» (Лейлани Кай и Джади Мартин), Донну Кристианелло, и Дону Мари (с Джимми Хартом) | Женский командный матч 5х5      | 20:00 |
| 3 | «Ударная сила» (Тито Сантана и Рик Мартелл), «Молодые жеребцы» (Пол Рома и Джим Пауэрс), «Невероятные Роже» (Жак и Раймонд), «Пчёлы-убийцы» (Джим Брунзелл и Брайан Блэр), и «Британские бульдоги» (Дэйви Бой Смит и Динамит Кид) победили «Основание Хартов» (Брета Харта и Джима Нейдхарта), «Островитян» (Хаку и Тама), «Разрушение» (Акса и Смэша), «Большевиков» (Николая Волкова и Бориса Жукова) и «Команду Мечты» (Грега Валентайна и Дино Браво) (с Джонни Вэлиэнтом, Сликом, Джимми Хартом, Бобби Хинаном и Мистером Фудзи) | Командный матч 10х10            | 37:00 |
| 4 | Андре Гигант, Сам себе банда, Кинг-Конг Банди, Бутч Рид и Рик Руд (с Бобби Хинаном и Сликом) победили Халка Хогана, Пола Орндорффа, Дона Мурако, Кена Патеру и Бам Бам Бигелоу (с Оливером Хампердинком) | Командный матч 5х5              | 22:00 |

### Традиционные матчи на выбывание

#### Команда Сэвиджа против команды Хонки-тонк Мэна
| № вылета      | Рестлер                                                       | Команда                                                       | Кем уничтожен                                                 | Прием                                                         | Время                                                         |
| ------------- | ------------------------------------------------------------- | ------------------------------------------------------------- | ------------------------------------------------------------- | ------------------------------------------------------------- | ------------------------------------------------------------- |
| 1             | Джим Дагган                                                   | Команда Сэвиджа                                               | N/A                                                           | Отсчитаны после ссоры друг с другом за рингом                 | 05:00                                                         |
| 1             | Харли Рэйс                                                    | Команда Хонки-Тонк Мэна                                       | N/A                                                           | Отсчитаны после ссоры друг с другом за рингом                 | 05:00                                                         |
| 3             | Рон Басс                                                      | Команда Хонки-Тонк Мэна                                       | Брутусом Бифкейком                                            | Удержан после High Knee                                       | 07:00                                                         |
| 4             | Брутус Бифкейк                                                | Команда Сэвиджа                                               | Хонки-тонк Меном                                              | Удержан после Shake Rattle 'N' Roll                           | 11:00                                                         |
| 5             | Дэнни Дэвис                                                   | Команда Хонки-Тонк Мэна                                       | Джейком Робертсом                                             | Удержан после DDT                                             | 15:00                                                         |
| 6             | Геркулес                                                      | Команда Хонки-Тонк Мэна                                       | Рэнди Сэвиджом                                                | Удержан после Savage Elbow                                    | 21:00                                                         |
| 7             | Хонки-тонк Мен                                                | Команда Хонки-Тонк Мэна                                       | N/А                                                           | Вытолкнут выжившими за ринг                                   | 24:00                                                         |
| Выживший(-е): | Рэнди Сэвидж, Джейк Робертс и Рики Стимбот. (Команда Сэвиджа) | Рэнди Сэвидж, Джейк Робертс и Рики Стимбот. (Команда Сэвиджа) | Рэнди Сэвидж, Джейк Робертс и Рики Стимбот. (Команда Сэвиджа) | Рэнди Сэвидж, Джейк Робертс и Рики Стимбот. (Команда Сэвиджа) | Рэнди Сэвидж, Джейк Робертс и Рики Стимбот. (Команда Сэвиджа) |

#### Команда Мулы против команды Шерри
| № вылета      | Рестлерша                                          | Команда                                            | Кем уничтожена                                     | Прием                                              | Время                                              |
| ------------- | -------------------------------------------------- | -------------------------------------------------- | -------------------------------------------------- | -------------------------------------------------- | -------------------------------------------------- |
| 1             | Донна Кристианелло                                 | Команда Шерри                                      | Вельвет МакИнтайер                                 | Удержана после Victory Roll                        | 2:00                                               |
| 2             | Дона Мари                                          | Команда Шерри                                      | Рокки Робин                                        | Удержана после Running Crossbody                   | 4:00                                               |
| 3             | Рокки Робин                                        | Команда Мулы                                       | Сенсационной Шерри                                 | Удержана после Vertical Suplex                     | 7:00                                               |
| 4             | Невероятная Мула                                   | Команда Мулы                                       | Джади Мартин                                       | Удержана после Double Clothesline от Кай           | 11:00                                              |
| 5             | Сенсационная Шерри                                 | Команда Шерри                                      | Вельвет МакИнтайер                                 | Удержана после Victory Roll                        | 15:00                                              |
| 6             | Вельвет МакИнтайер                                 | Команда Мулы                                       | Лейлани Кай                                        | Удержана после Electric Chair Drop                 | 17:00                                              |
| 7             | Лейлани Кай                                        | Команда Шерри                                      | Ицуки Ямадзаки                                     | Удержана после Flying Crossbody                    | 19:00                                              |
| 8             | Джади Мартин                                       | Команда Шерри                                      | Нориё Татэно                                       | Удержана после Flying Sitout Clothesline           | 22:00                                              |
| Выживший(-е): | Прыгающие Бомбы Ангелов (Команда Невероятной Мулы) | Прыгающие Бомбы Ангелов (Команда Невероятной Мулы) | Прыгающие Бомбы Ангелов (Команда Невероятной Мулы) | Прыгающие Бомбы Ангелов (Команда Невероятной Мулы) | Прыгающие Бомбы Ангелов (Команда Невероятной Мулы) |

#### Команда Сантаны против команды Хартов
| № вылета      | Рестлер                                                              | Команда                                                              | Кем уничтожен                                                        | Прием                                                                         | Время                                                                |
| ------------- | -------------------------------------------------------------------- | -------------------------------------------------------------------- | -------------------------------------------------------------------- | ----------------------------------------------------------------------------- | -------------------------------------------------------------------- |
| 1             | Борис Жуков                                                          | Команда Хартов                                                       | Тито Сантаной                                                        | Удержан после Летящего Предплечья                                             | 1:30                                                                 |
| 2             | Жак Роже                                                             | Команда Сантаны                                                      | Аксом                                                                | Удержан после того, как Жак пропустил Diving Crossbody                        | 6:00                                                                 |
| 3             | Команда Хартов                                                       | Смэш                                                                 | N/A                                                                  | Дисквалифицирован после того, как ударил судью                                | 9:00                                                                 |
| 4             | Тито Сантана                                                         | Команда Сантаны                                                      | Джимом Нейдхартом                                                    | Удержан после Hart Broke Up                                                   | 12:00                                                                |
| 5             | Динамит Кид                                                          | Команда Сантаны                                                      | Хаку                                                                 | Удержан после Savate Kick                                                     | 20:00                                                                |
| 6             | Грег Валентайн                                                       | Команда Хартов                                                       | Полом Ромой                                                          | Удержан после Diving Sunset Flip                                              | 24:00                                                                |
| 7             | Брет Харт                                                            | Команда Хартов                                                       | Джимом Брунзеллом                                                    | Удержан после того, как Тама опрокинул Брунзелла, который был у Харта в руках | 31:00                                                                |
| 8             | Тама                                                                 | Команда Хартов                                                       | Брайаном Блэром                                                      | Удержан после Sunset Flip                                                     | 37:00                                                                |
| Выживший(-е): | Пол Рома, Джим Пауэрс, Джим Брунзелл и Брайан Блэр (Команда Сантаны) | Пол Рома, Джим Пауэрс, Джим Брунзелл и Брайан Блэр (Команда Сантаны) | Пол Рома, Джим Пауэрс, Джим Брунзелл и Брайан Блэр (Команда Сантаны) | Пол Рома, Джим Пауэрс, Джим Брунзелл и Брайан Блэр (Команда Сантаны)          | Пол Рома, Джим Пауэрс, Джим Брунзелл и Брайан Блэр (Команда Сантаны) |

#### Команда Гиганта против команды Хогана
| № вылета      | Рестлер                        | Команда                        | Кем уничтожен                  | Прием                                                   | Время                          |
| ------------- | ------------------------------ | ------------------------------ | ------------------------------ | ------------------------------------------------------- | ------------------------------ |
| 1             | Бутч Рид                       | Команда Гиганта                | Халком Хоганом                 | Удержан после Лег Дропа                                 | 3:00                           |
| 2             | Кен Патера                     | Команда Хогана                 | Одиноким Бандитом              | Удержан после Double Clothesline                        | 8:00                           |
| 3             | Пол Орндорфф                   | Команда Хогана                 | Риком Рудом                    | Свёрнут после помех от Банди                            | 10:00                          |
| 4             | Рик Руд                        | Команда Гиганта                | Доном Мурако                   | Удержан после Мощного Броска                            | 11:00                          |
| 5             | Дон Мурако                     | Команда Хогана                 | Одиноким Бандитом              | Удержан после 747 Splash                                | 13:00                          |
| 6             | Халк Хоган                     | Команда Хогана                 | N/A                            | Банди и Бандит помешали Хогану войти на ринг            | 16:00                          |
| 7             | Кинг Конг Банди                | Команда Гиганта                | Бам Бам Бигелоу                | Удержан после Slingshot                                 | 18:00                          |
| 8             | Одинокий Бандит                | Команда Гиганта                | Бам Бам Бигелоу                | Удержан после того, как Бандит хотел сделать 747 Splash | 21:00                          |
| 9             | Бам Бам Бигелоу                | Команда Хогана                 | Андре Гигантом                 | Удержан после Batterfly Suplex                          | 22:00                          |
| Выживший(-е): | Андре Гигант (Команда Гиганта) | Андре Гигант (Команда Гиганта) | Андре Гигант (Команда Гиганта) | Андре Гигант (Команда Гиганта)                          | Андре Гигант (Команда Гиганта) |